# Belgia na Letniej Uniwersjadzie 2007
Belgię na Letniej Uniwersjadzie w Bangkoku reprezentowało zawodników. Belgowie zdobyli 3 medale (2 srebrne, 1 brązowy).

## Medale

### Srebro
- Hans Van Alphen – lekkoatletyka, dziesięciobój
- Sara Aerts – lekkoatletyka, siedmiobój

### Brąz
- Hanna Mariën – lekkoatletyka, 200 metrów